# Scharbockskraut
Das Scharbockskraut (Ficaria verna, Synonym: Ranunculus ficaria L.), auch Feigwurz oder Frühlings-Scharbockskraut genannt, ist eine Pflanzenart in der Familie der Hahnenfußgewächse (Ranunculaceae). Es ist ein Frühjahrsblüher. Sein deutscher Trivialname leitet sich von Scharbock (Skorbut) ab, da seine Vitamin-C-haltigen Blätter gegen diese Mangelerscheinung eingenommen wurden. In der deutschsprachigen Schweiz nennt man die Pflanzen auch Glitzerli, weil die Blüte, im Gegensatz zum Scharfen Hahnenfuß, glitzert, wie lackiert.

## Beschreibung

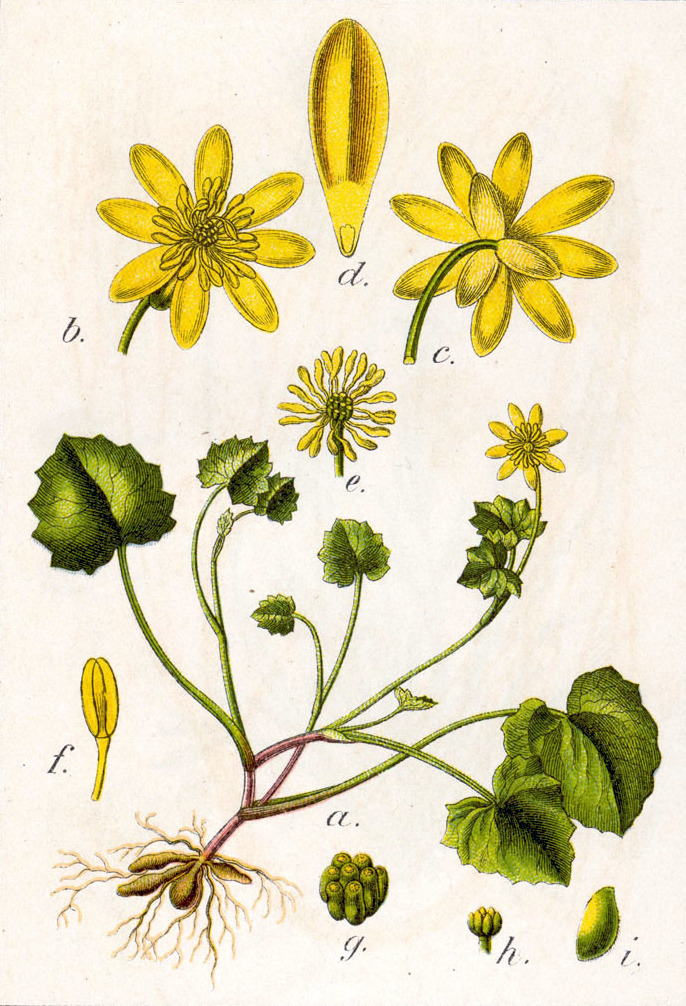
Illustration

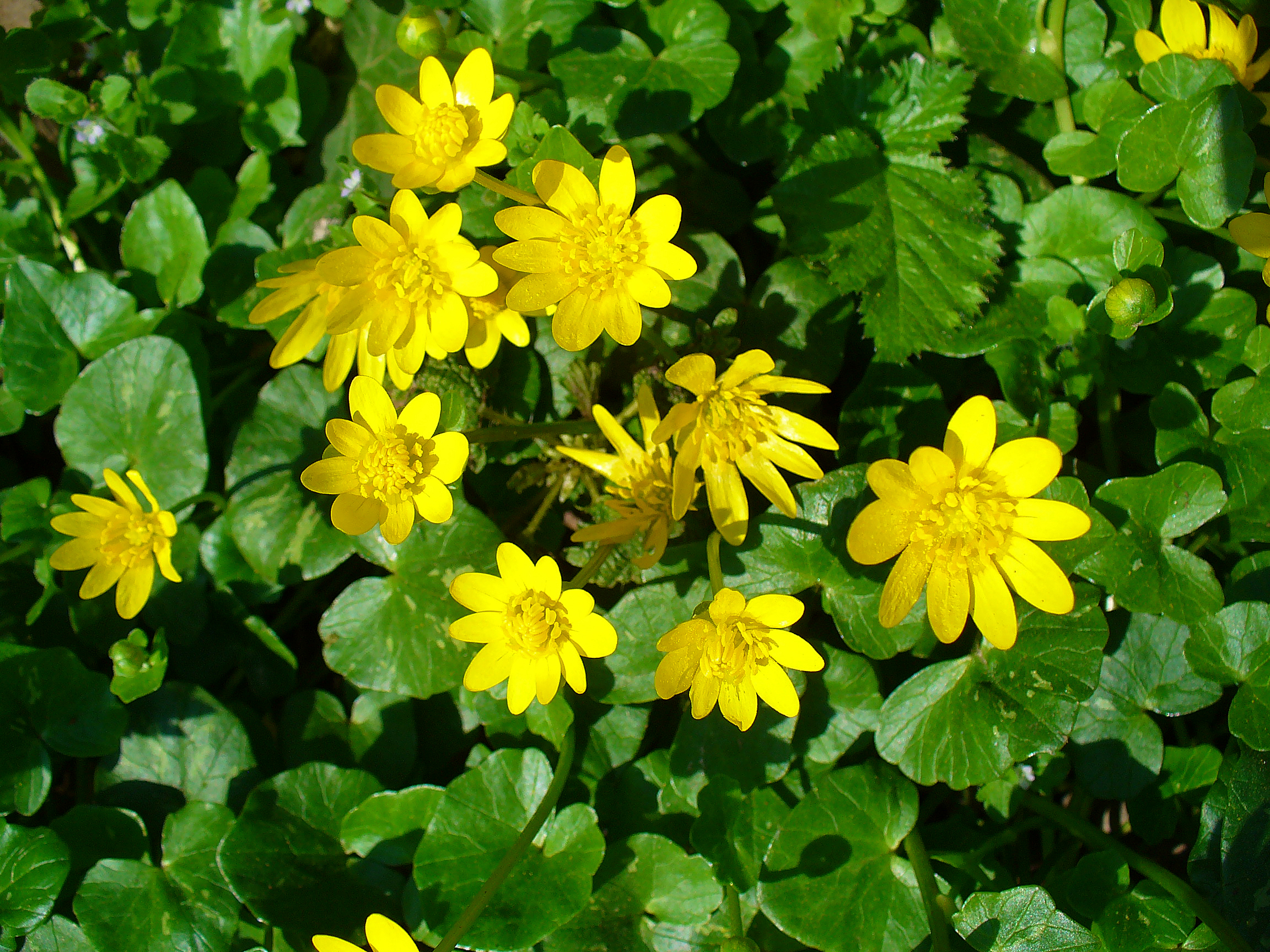
Habitus, Laubblätter und Blüten

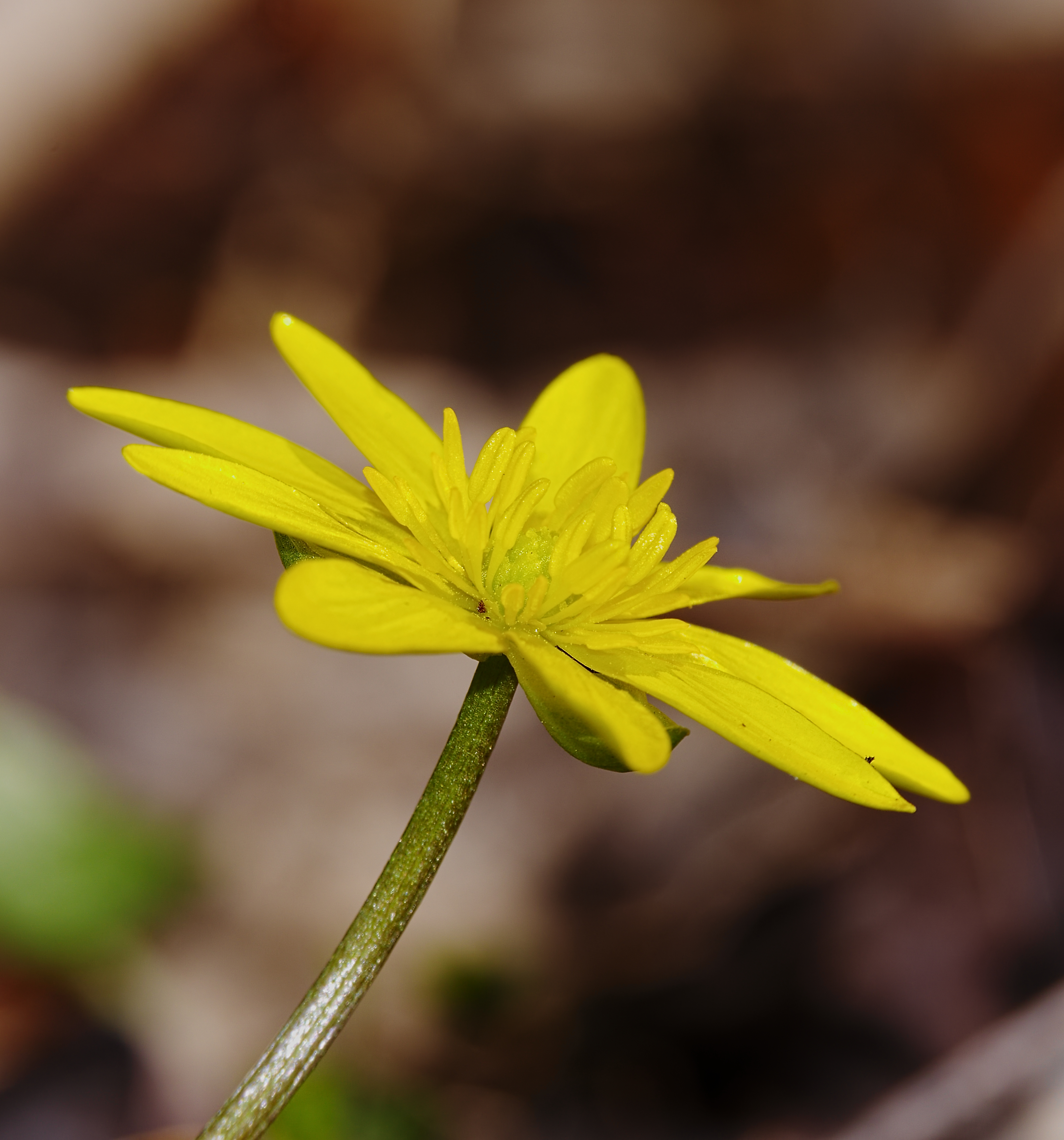
Blüte Seitenansicht

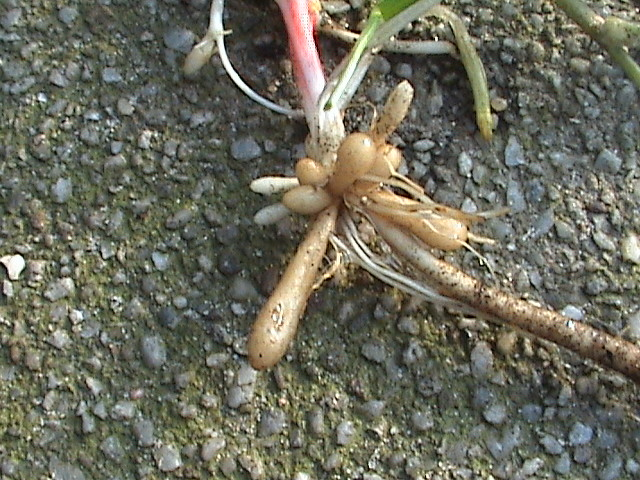
Die typischen Wurzelknollen

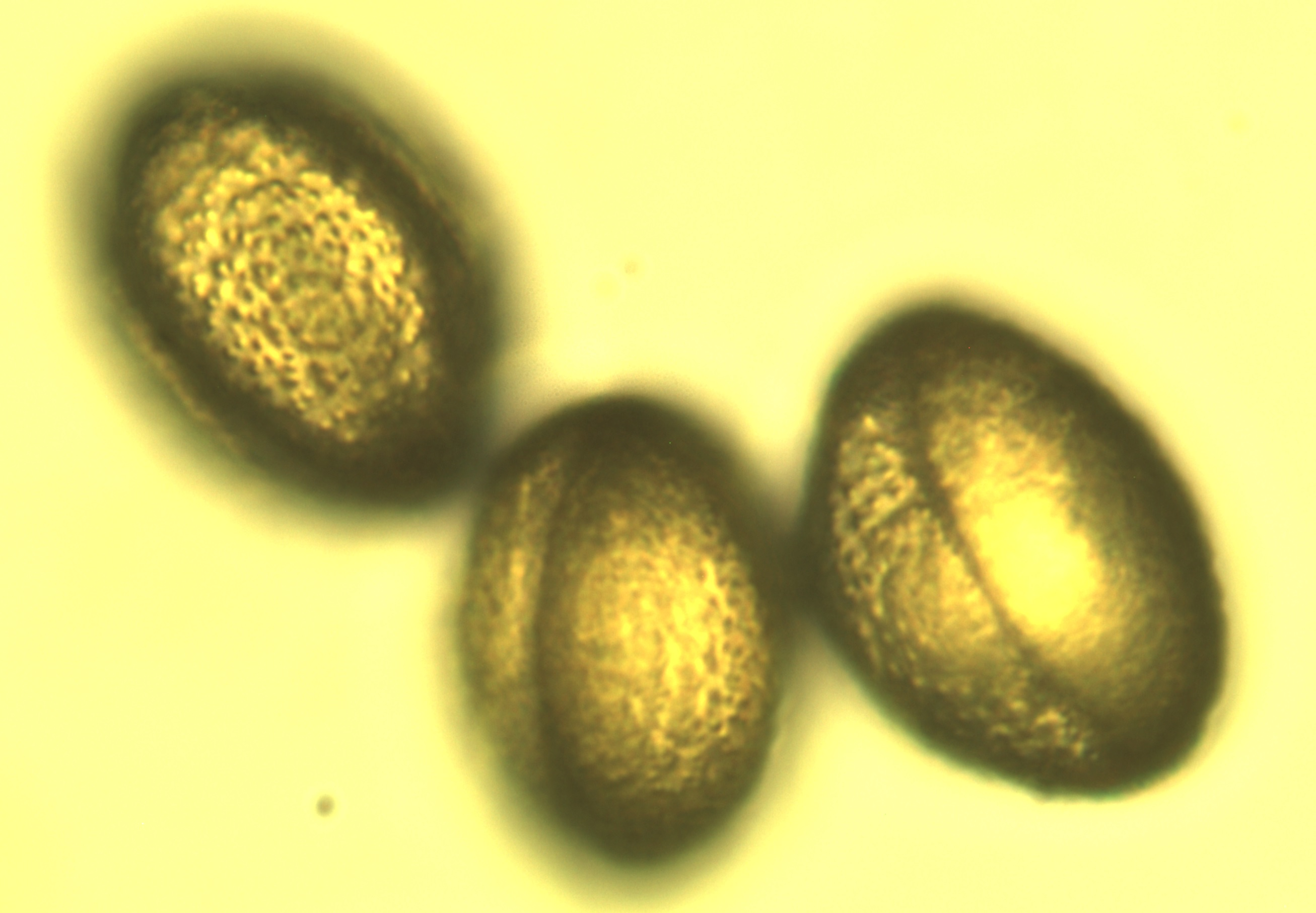
Pollen des Scharbockskrauts (400×)

Das Scharbockskraut ist eine frühjahrsgrüne, ausdauernde, krautige Pflanze, die Wuchshöhen von 10 bis 20 cm erreicht. Es werden jährlich neu etwa 1 bis 2 cm lange, feigwarzen-ähnliche Wurzelknollen als Stärkespeicher gebildet. Die Erneuerungsknospen bilden sich an dem dicht unter der Oberfläche liegenden Rhizom. Der niederliegende bis aufsteigende, hohle Stängel ist kahl.
Die ungeteilten Laubblätter besitzen lange Blattstiele. Die einfache Blattspreite ist herz- bis nierenförmig und oft fettig-glänzend mit gekerbtem Blattrand.
Auffallend sind ihre einzeln stehenden und lang gestielten, goldgelben und sternförmigen Blüten, die einen Durchmesser von 1,5 bis 6 cm besitzen. Es sind drei, selten fünf kelchblattartige Hüllblätter vorhanden. Es sind 6 bis 14 (im Unterschied zu den Hahnenfuß-Arten) Kronblätter vorhanden, die im botanischen Sinne blumenblattartige Nektarblätter sind. Ihre auffällige Färbung lockt zur Blütezeit (März bis Mai) zahlreiche Insekten an, die am Blütenboden Nektar finden. Bei Berührung der zahlreichen Staubblätter erfolgt die Bestäubung.
Im Unterschied zu den „echten“ Hahnenfüßen Ranunculus s. str. haben die Nüsschen eine verlängerte Basis, der Griffel (Schnabel) ist reduziert.

## Ökologie
Das Scharbockskraut ist ein Hemikryptophyt und eine Halbrosettenpflanze. Die Frühjahrspflanze zieht bereits im Mai/Juni wieder ein, zu diesem Zeitpunkt sind die neuen Wurzelknollen fertig ausgebildet und die oberirdischen Pflanzenteile beginnen sich gelb zu verfärben und welken dann.
Die für das westliche Mitteleuropa typische Ficaria verna subsp. verna (Syn.: subsp. bulbifera) ist tetraploid und vermehrt sich fast ausschließlich vegetativ durch Bulbillen; das sind weiße, etwa getreidekorngroße Brutknöllchen, die aus gehemmten Seitentrieben vor allem in den Achseln der unteren Blätter entstehen, später zu Boden fallen und zu neuen Pflanzen auswachsen. Der diploiden, südwesteuropäischen Stammform Ficaria verna subsp. fertilis (Syn.: subsp. verna auct.) fehlen gewöhnlich die Bulbillen; sie vermehrt sich über Samen.
Blütenbiologisch handelt es sich um „Nektar führende Scheibenblumen“ mit kelchartigen Perigonblättern und kronblattartigen Nektarblättern. Die Nektarblätter zeigen einen Fettglanz; ihre Epidermis ist durch Carotinoide intensiv gelb gefärbt; darunter befindet sich als Reflektor eine weiße Stärke führende Schicht. Die  Basis glänzt nicht und reflektiert kaum UV-Licht, sie dient daher auch als Flecksaftmal. Die Blüten zeigen temperaturabhängige Wachstums- und Schließbewegungen; sie sind von 9 bis 17 Uhr geöffnet.
Trotz reichen Insektenbesuchs erfolgt bei der in Deutschland fast ausschließlich vorkommenden subsp. verna (Syn.: subsp. bulbifera) fast kein Fruchtansatz. Die keimenden Samen besitzen entgegen dem für die Klasse der Zweikeimblättrigen typischen Modus nur ein Keimblatt; das andere ist verkümmert. Die Samen erfahren Ausbreitung durch den Menschen mit Erde.
Vegetative Vermehrung erfolgt durch die Bulbillen, die im Mai abfallen, an der Erdoberfläche überwintern und im Frühjahr wieder auskeimen. Als Ausbreitungsmechanismen gelten für sie: Selbstausbreitung sowie Schwimm-, Ameisen- und Speicherausbreitung.

## Krankheiten
Das Scharbockskraut wird von den Rostpilzen Uromyces poae und Uromyces rumicis mit Spermogonien und Aecien und von Uromyces ficariae mit Telien befallen.

## Vorkommen
Das Scharbockskraut ist schwerpunktmäßig in Nord- und Mitteleuropa beheimatet. Es kommt aber auch in Kleinasien und in Nordafrika vor, meidet aber in Europa den äußersten Norden. In den Allgäuer Alpen steigt es in Bayern an der Trifthütte nördlich von Warth (Vorarlberg) bis zu 1800 m Meereshöhe auf. In einigen Staaten in Nordamerika, Island und den Färöern breitet es sich als invasive Art aus.
Es gedeiht meist in feuchten Wiesen, Gebüschen, Hecken oder dichten Laubwäldern und an Laubwaldrändern und ist dort im Frühling anzutreffen. Dort bildet sie zumeist die erste grüne Bodenschicht (Krautschicht), noch bevor die Bäume ihre Blätter entwickeln. Es ist eine Art der Klasse Querco-Fagetea, kommt aber auch in Gesellschaften der Verbände Alliarion oder Arrhenatherion vor.
Die ökologischen Zeigerwerte nach Landolt et al. 2010 sind in der Schweiz: Feuchtezahl F = 3+w+ (feucht aber stark wechselnd), Lichtzahl L = 2 (schattig), Reaktionszahl R = 4 (neutral bis basisch), Temperaturzahl T = 3+ (unter-montan und ober-kollin), Nährstoffzahl N = 4 (nährstoffreich), Kontinentalitätszahl K = 2 (subozeanisch).

## Systematik

### Verwandtschaft
Ficaria verna wurde früher meistens zur Gattung Hahnenfuß (Ranunculus) gestellt. Neuere Untersuchungen zur Phylogenie mittels DNA-Sequenzanalyse von Emadzade et al. haben jedoch gezeigt, dass das Scharbockskraut mit den „echten“ Hahnenfüßen nicht nächst verwandt ist. Die Schwestergruppe zum Scharbockskraut ist die arktische Gattung Coptidium (mit zwei Arten, früher auch zu Ranunculus gestellt). Die nächsten Verwandten von Ranunculus sind die südamerikanischen Gattungen Laccopetalum und Krapfia.
Enger verwandt mit der Art Ficaria verna sind die beiden Arten Ficaria ficarioides (Bory & Chaub.) Halácsy (Syn.: Ranunculus ficarioides Bory & Chaub.), die in Griechenland, auf Karpathos und in Vorderasien vorkommt, sowie Ficaria fascicularis K.Koch (Syn.: Ranunculus kochii Ledeb.), die in Kleinasien vorkommt.

### Untergliederung
Das Scharbockskraut wurde 1753 von Carl von Linné in Species Plantarum unter dem Basionym Ranunculus ficaria L. erstveröffentlicht. William Hudson stellte es 1762 in die Gattung Ficaria und gab ihm, da Gattungs- und Artnamen bei Pflanzen nicht übereinstimmen dürfen, den Namen Ficaria verna Huds.
Der Typus von Ranunculus ficaria L. wurde 1954 auf ein Exemplar aus dem Herbarium von Linné, das zur tetraploiden Unterart Ficaria verna „subsp. bulbifera“ gehört, festgelegt. Dies entspricht nicht der bis in die 2000er Jahre gängigen Nomenklatur, die von der diploiden Unterart Ficaria verna „subsp. verna“ als Typus ausging, und machte einige Umstellungen notwendig.
Vom Scharbockskraut (Ficaria verna Huds.) gibt es fünf Unterarten:
- Ficaria verna subsp. calthifolia (Rchb.) Nyman (Syn.: Ranunculus ficaria subsp. calthifolius (Rchb.) Arcang., Ficaria calthifolia Rchb.), kommt im östlichen Mitteleuropa und in Südosteuropa vor; die Chromosomenzahl beträgt 2n = 16, 24 oder 32.
- Ficaria verna subsp. chrysocephala (P.D.Sell) Stace (Syn.: Ranunculus ficaria  subsp. chrysocephalus P.D.Sell), kommt im östlichen Mittelmeergebiet und verwildert auf den Britischen Inseln vor. Die Chromosomenzahl beträgt 2n = 32.
- Ficaria verna subsp. fertilis (Lawalrée ex Laegaard) Stace (Syn.: Ranunculus ficaria subsp. fertilis Lawalrée ex Laegaard, Ficaria verna subsp. verna auct., Ranunculus ficaria subsp. ficaria auct.) ist eine Sippe von West- und Südwesteuropa; die Chromosomenzahl beträgt 2n = 16.
- Ficaria verna subsp. ficariiformis (F.W.Schultz) B.Walln. (Syn.: Ranunculus ficaria subsp. ficariiformis Rouy & Fouc.), kommt im westlichen und zentralen Mittelmeergebiet und mit unsicherem Status in Westeuropa vor; die Chromosomenzahl beträgt 2n = 32.
- Ficaria verna Huds. subsp. verna (Syn.: Ranunculus ficaria subsp. ficaria, Ficaria verna subsp. bulbifera Á.Löve & D.Löve, Ranunculus ficaria subsp. bulbilifer Lambinon): Sie hat ihren Schwerpunkt in Mitteleuropa, geht aber auch bis Kleinasien, bis ins nördliche Südeuropa und ins südliche Nordeuropa; die Chromosomenzahl beträgt 2n = 24 oder meist 32.

## Toxikologie
Das Scharbockskraut ist in allen Teilen giftig, besonders aber im Wurzelstock und in den Bulbillen. Junge Blätter, die vor der Blütezeit geerntet werden, sind jedoch unbedenklich.
Hauptwirkstoffe sind Protoanemonin und andere unbekannte Stoffe. Protoanemonin wirkt schleimhautreizend. Vergiftungserscheinungen sind: Übelkeit, Erbrechen und Durchfall.

## Verwendung

### Nutzpflanze

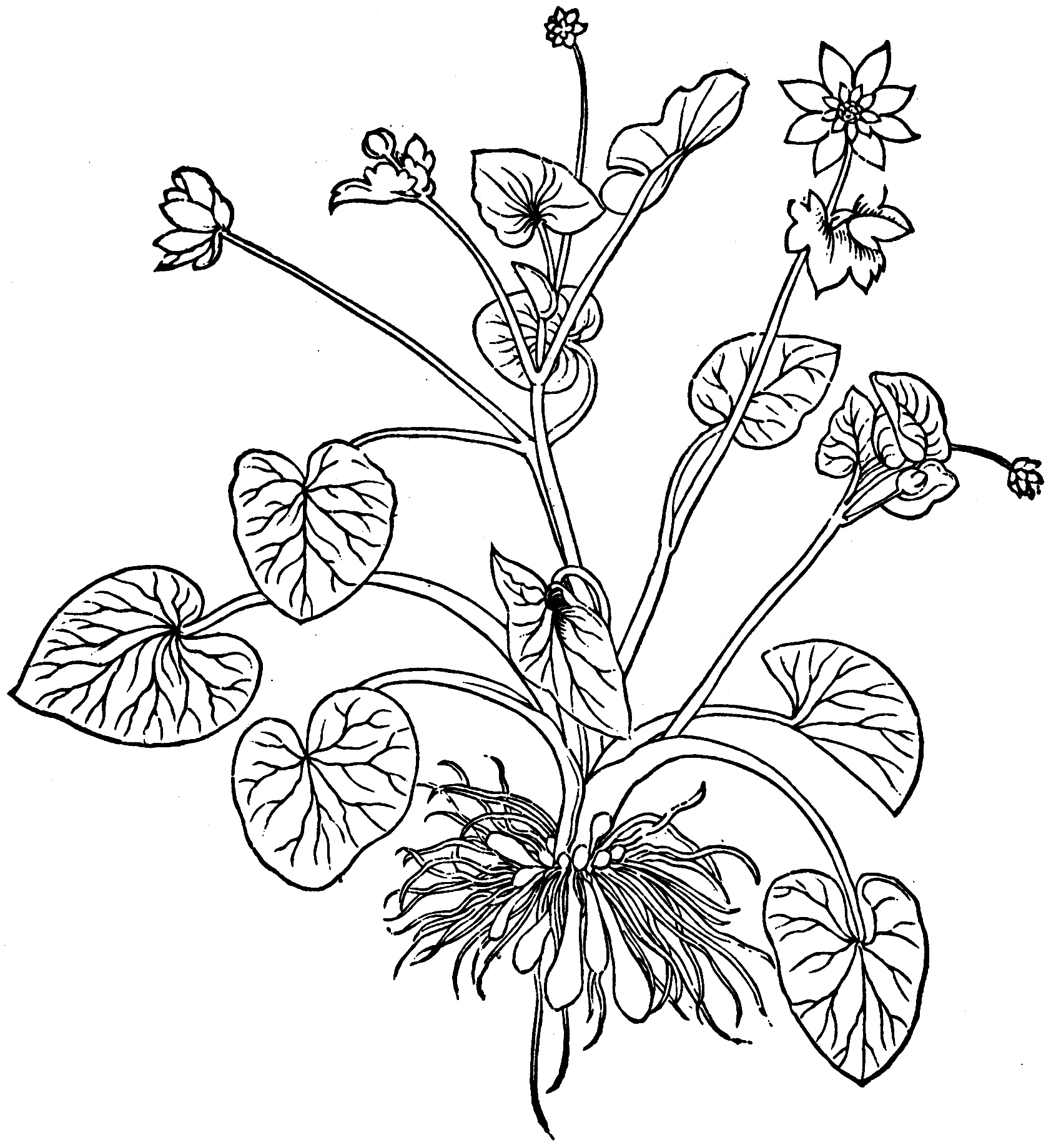
Schwarz-Weiß Zeichnung eines Scharbockskrautes, an der man sehr gut die Speicherknöllchen an den Wurzeln erkennen kann

Wenn man die jungen Blätter erntet, bevor die Blüten kommen, kann man sie als kleine Beigabe zu Salaten oder Quark nehmen. Sie bereichern das Essen mit einem „herben, etwas scharfen Geschmack“. Nur vor der Blütezeit scheinen sie so wenig Protoanemonin zu enthalten, dass sie in mäßigen Mengen unbedenklich genossen werden können. Die Menge der Protoanemonine ist jedoch nicht allein von der Blütezeit abhängig, sondern auch von Standort und Bodenbeschaffenheit. Der energiereichste Teil des Scharbockskrautes sind die kleinen weißen Speicherknöllchen in den Blattachseln sowie an den Wurzeln. Tritt bei einem Geschmackstest ein „stechend-bitterer“ Geschmack auf, sollten die gesammelten Pflanzenteile vor Verzehr getrocknet werden, um sie zu entgiften.
Gefährlich sind Verwechslungen mit anderen Hahnenfuß-Gewächsen, da diese wesentlich größere Mengen an Giftstoffen enthalten.
Scharbockskraut gehörte früher zum Reiseproviant auf Seereisen und wurde von Seefahrern gegessen, die meist kein frisches Gemüse und Obst zur Verfügung hatten. Scharbockskraut enthält sehr viel Vitamin C und verhinderte dadurch Skorbut, eine Vitamin-C-Mangelkrankheit, die Seefahrer früher auf ihren langen Reisen bedrohte. Der Name Scharbockskraut leitet sich von Scharbock ab, eine alte Bezeichnung für Skorbut.
Alte Bezeichnungen für das Scharbockskraut waren „fickblatern eppich“ bzw. „Feigblatteppich“ (das ist Feigblattern-Eppich in Bezug auf sogenannte Feigblattern) und lateinisch Apium emorroidarum.
Heute hat das Scharbockskraut in der Heilkunde keine Bedeutung mehr.

### Zierpflanze

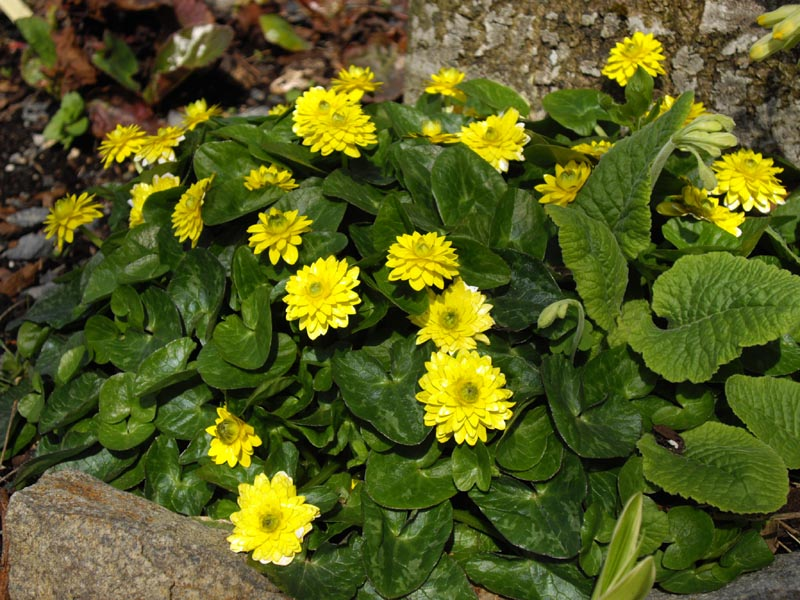
Sorte 'Flore Pleno' mit gefüllten Blüten

Das Scharbockskraut wird zerstreut als Zierpflanze für Gehölzgruppen und Rasenflächen genutzt. Es gibt ungefähr 50 Sorten (Auswahl):
- 'Albus': Die Blütenkrone ist cremeweiß.
- 'Bowles Double': Die Blüten sind gefüllt, ihre Mitte ist anfangs grün und wird später gelblich.
- 'Brambling': Die Blätter sind dunkel mit silbernen Flecken.
- 'Coppernob': Die Blütenkrone ist orange.
- 'Cupreus’ ('Aurantiacus'): die Blätter sind silbern und weisen eine dunkle Markierung auf.
- 'Damerham': Die Blüten sind gelb, klein und gefüllt.
- 'Flore Pleno': Die Blüten sind gelb, gefüllt, und die Rückseite der Kronblätter ist grün.
- 'Yaffle': Die Blütenkrone ist grün mit gelb.

## Bilder

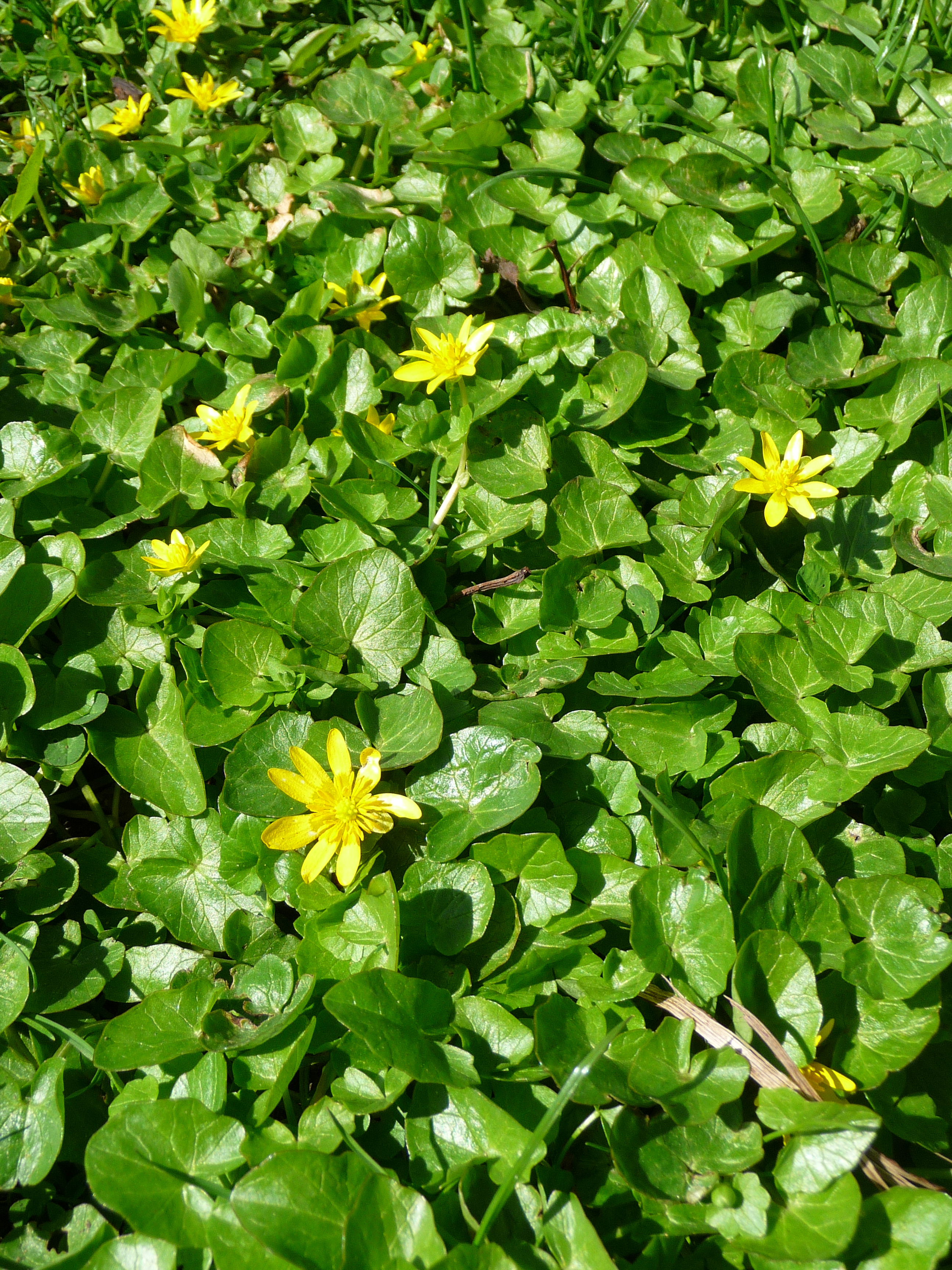
Bestand
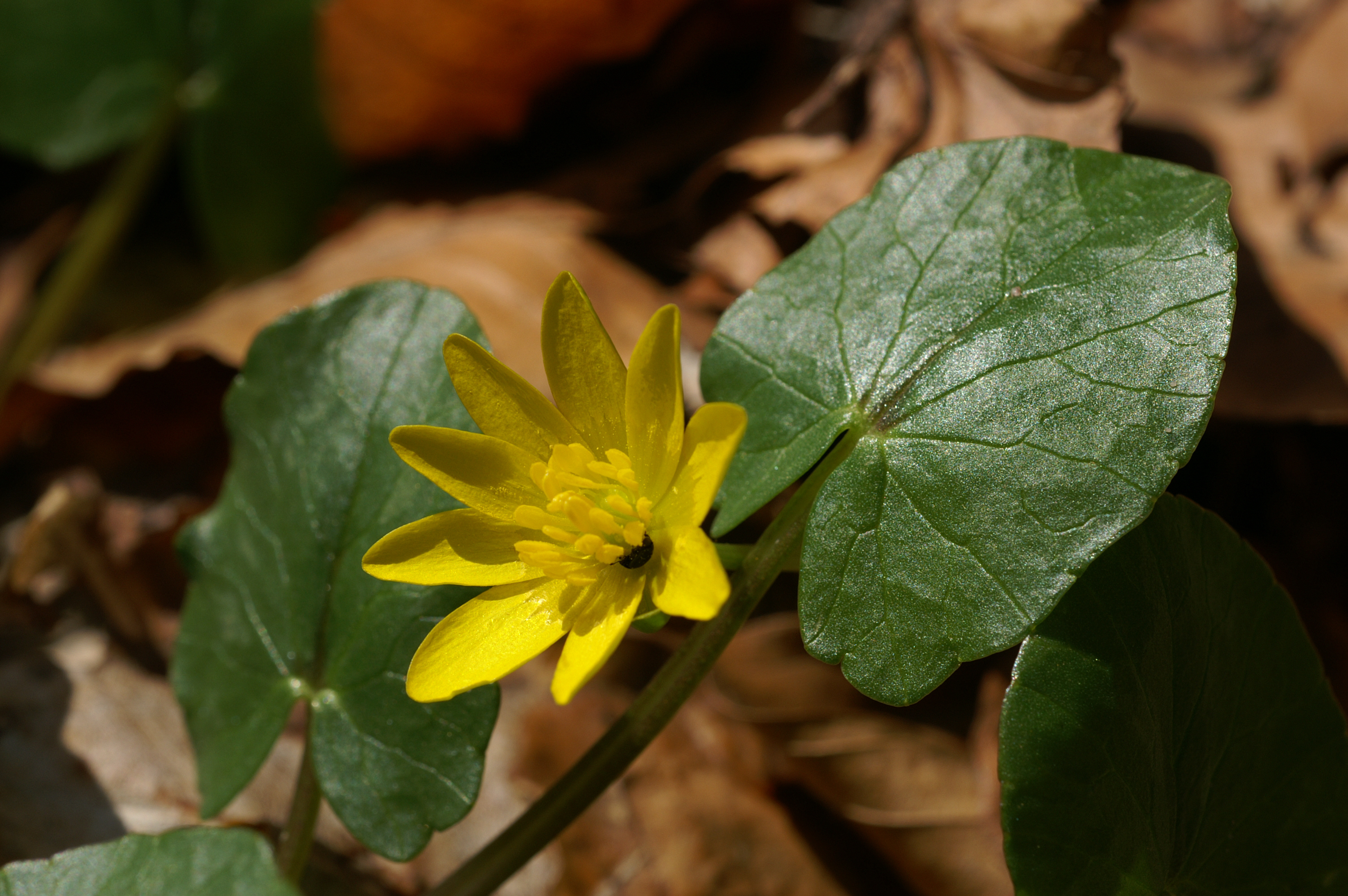
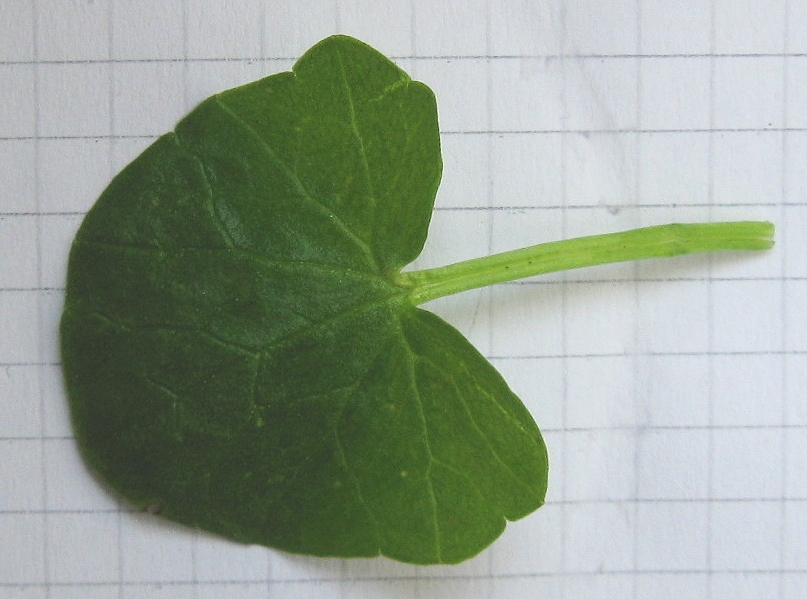
Blattoberseite
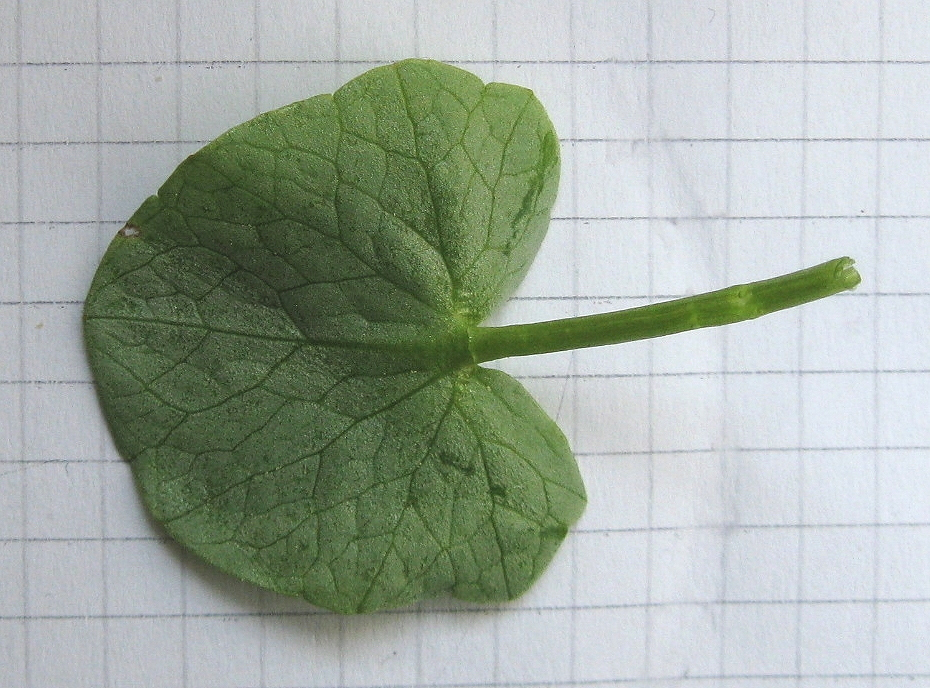
Blattunterseite
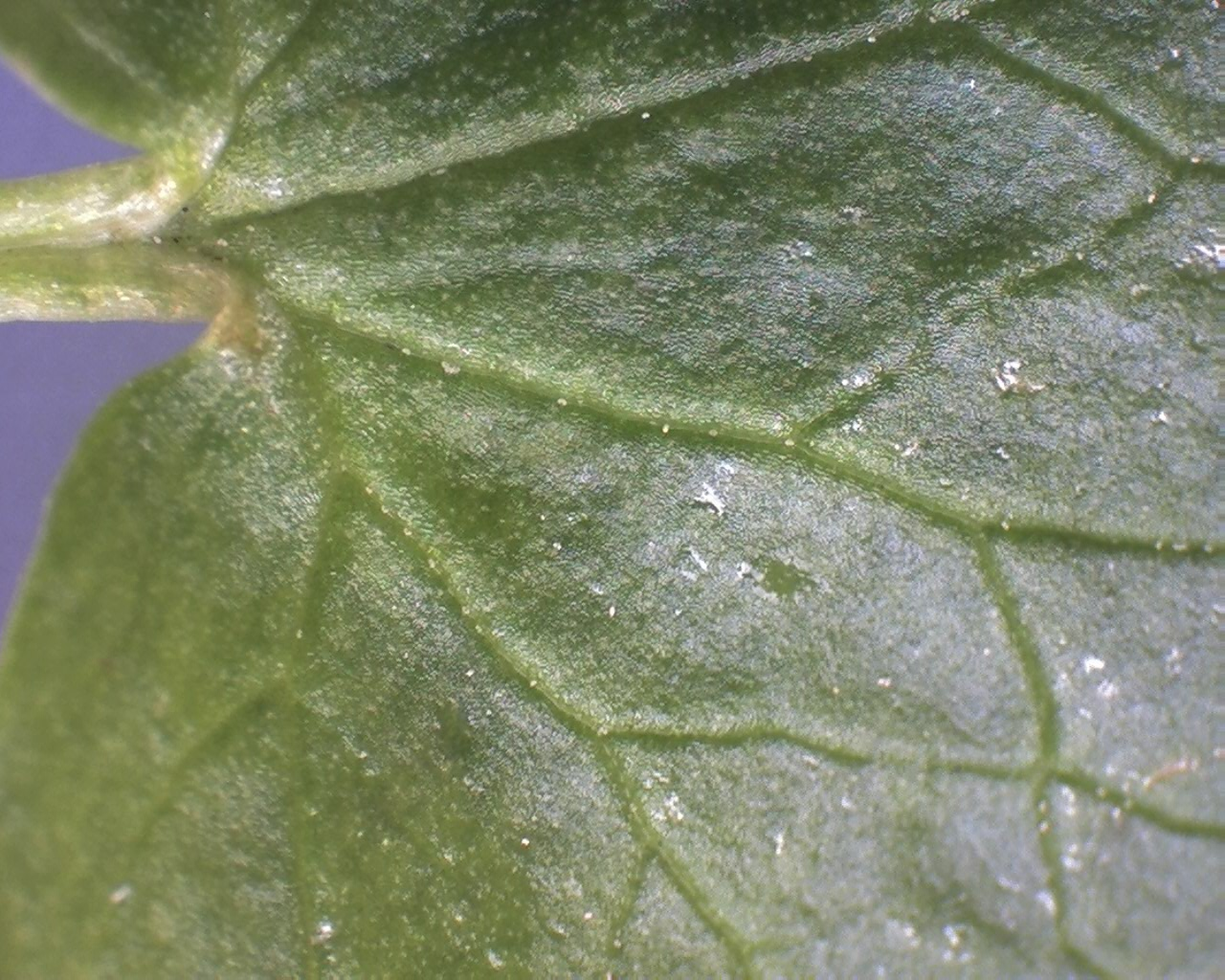
Makroaufnahme Blattoberseite
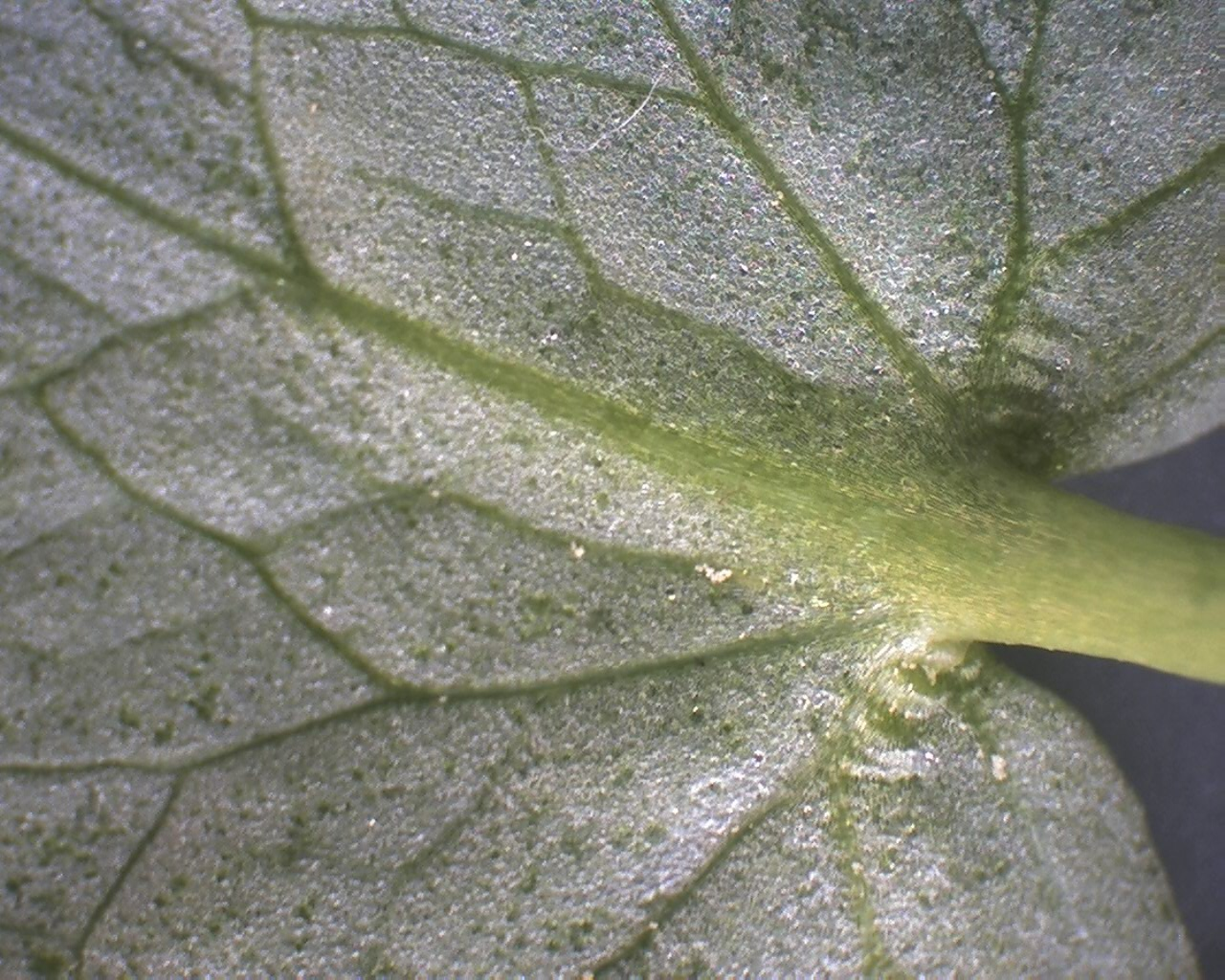
Makroaufnahme Blattunterseite
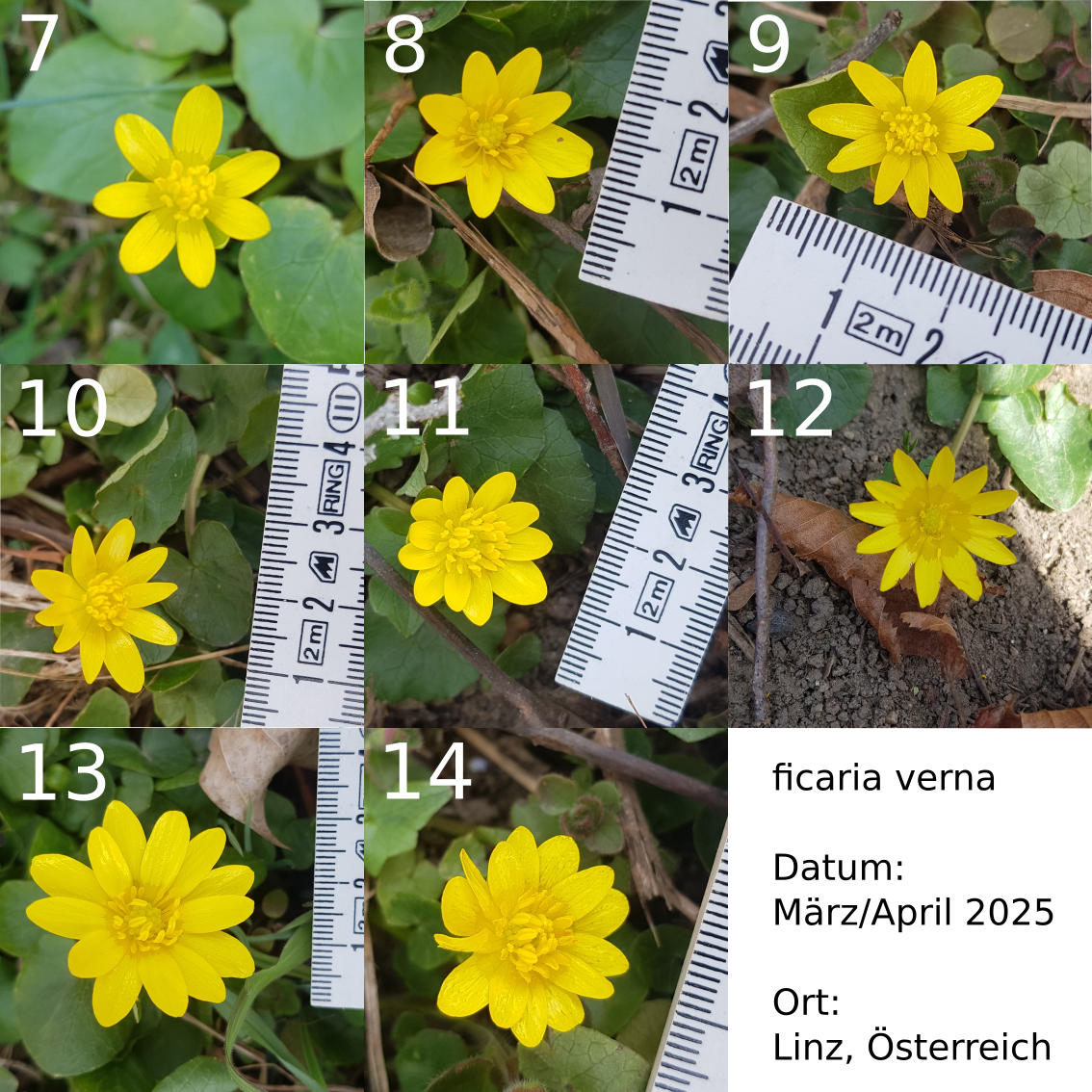
Collage von Blüten mit 7 bis 14 Kronblättern

### Ficaria vernasubsp.verna

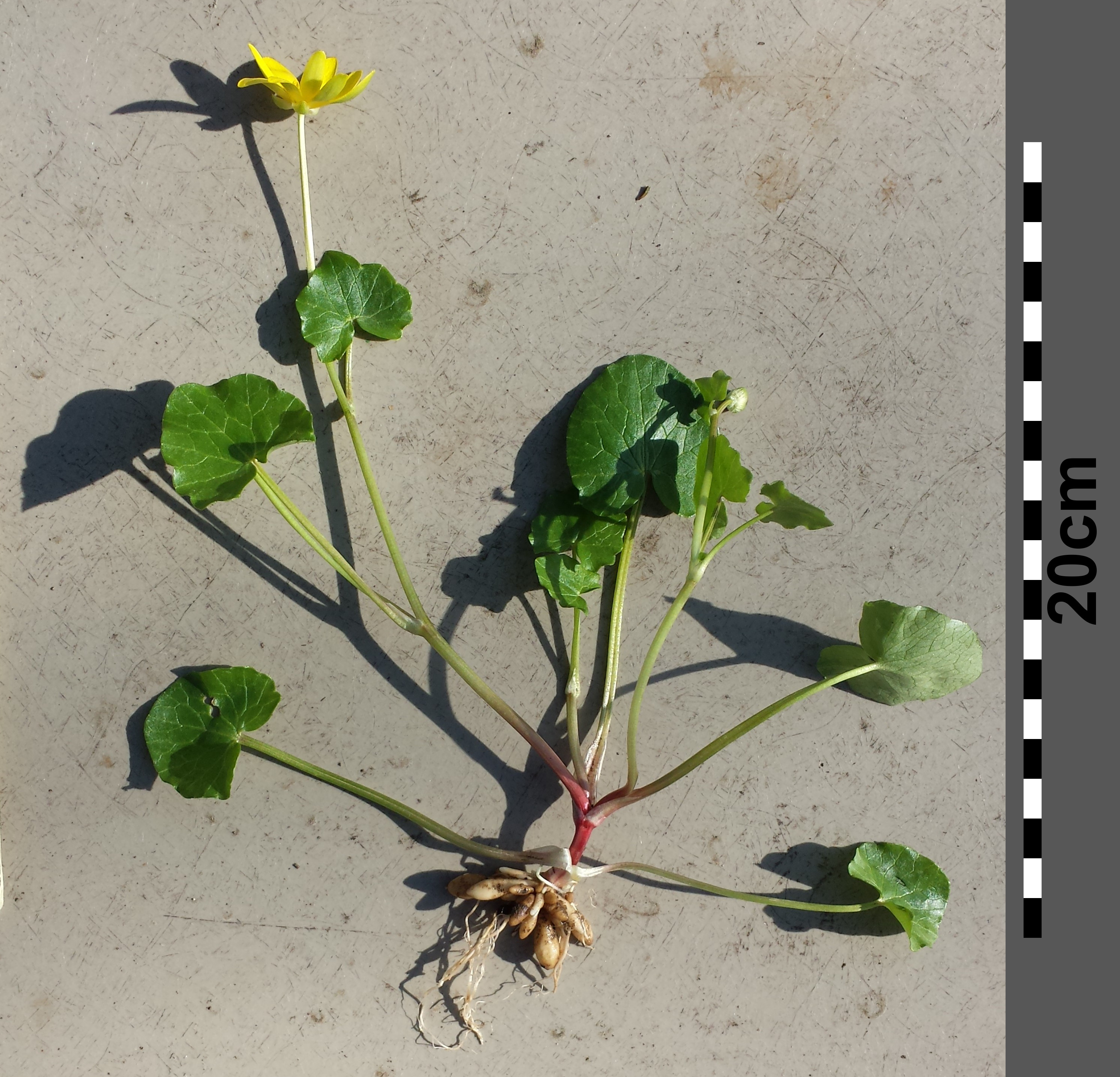
Gesamtansicht von Ficaria verna subsp. verna; der Stängel weist 2 bis 4 Laubblätter auf, und es ist keine deutliche Grundrosette vorhanden.
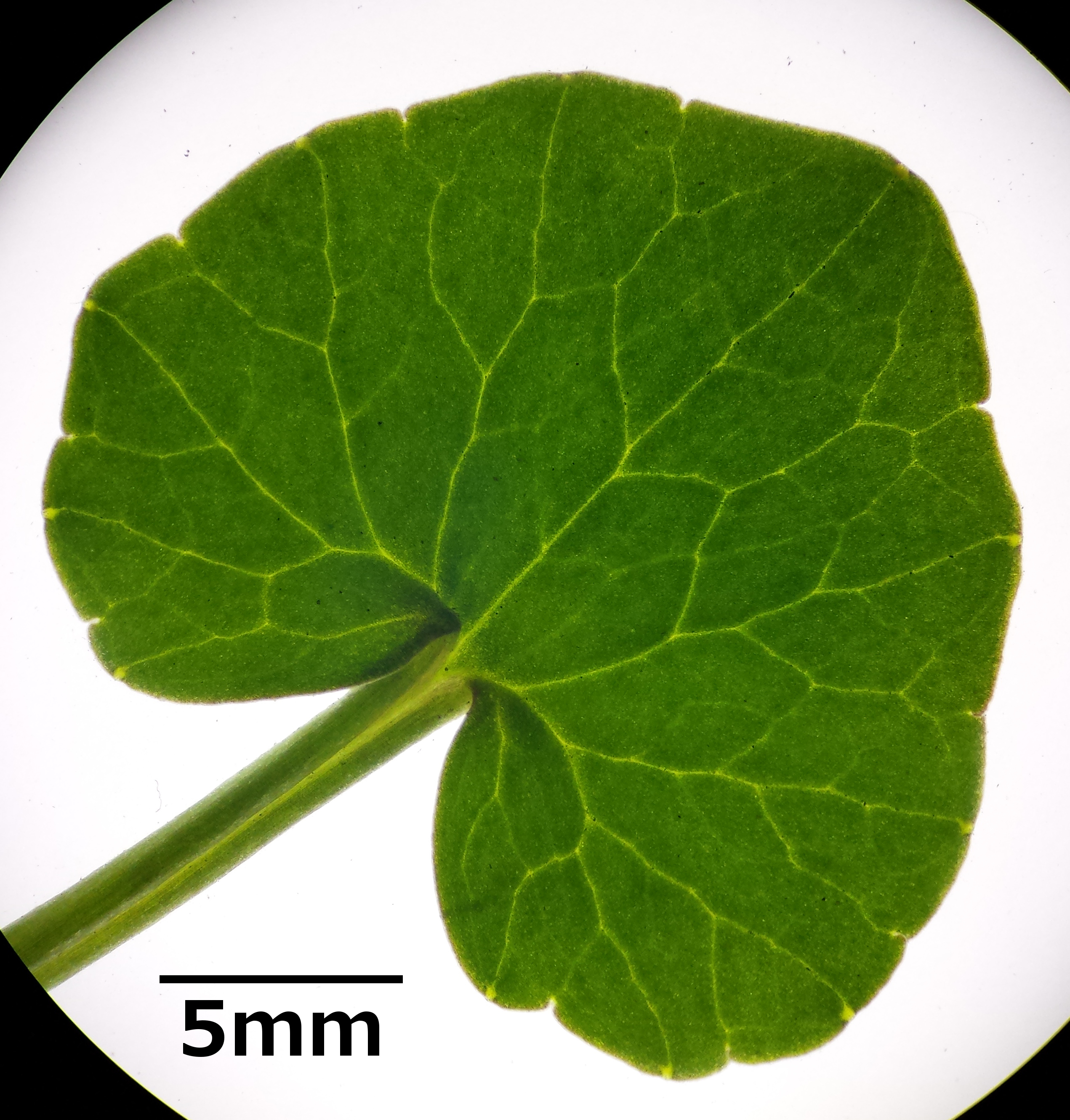
Die Laubblätter weisen eine rundliche Spreite auf.
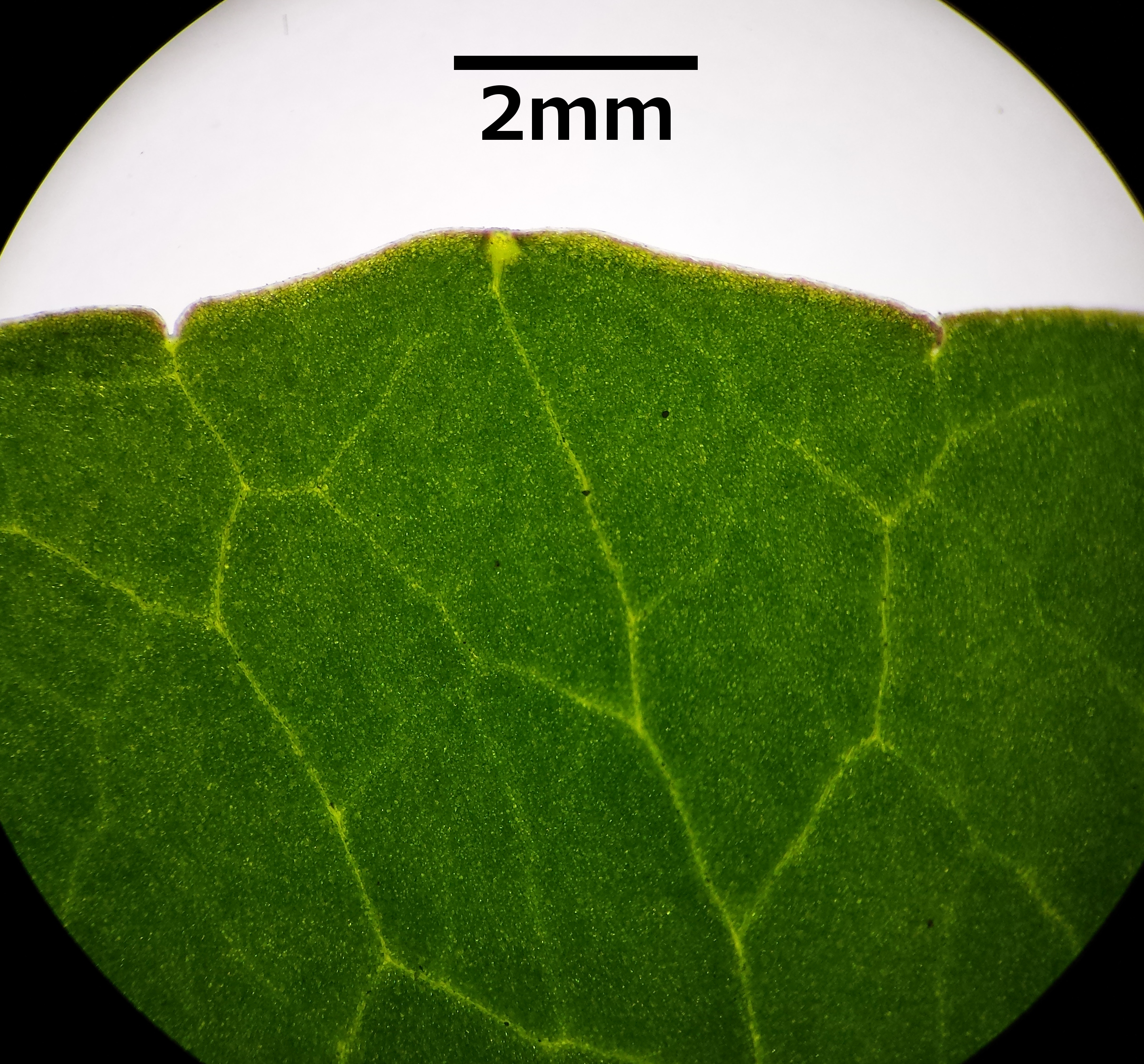
Blattrand von Ficaria verna subsp. verna; die Hydathoden (heller Punkt) befinden sich an der Spitze der undeutlichen Blattrandkerbzähne, die Kerben zwischen den Zähnen sind sehr eng.
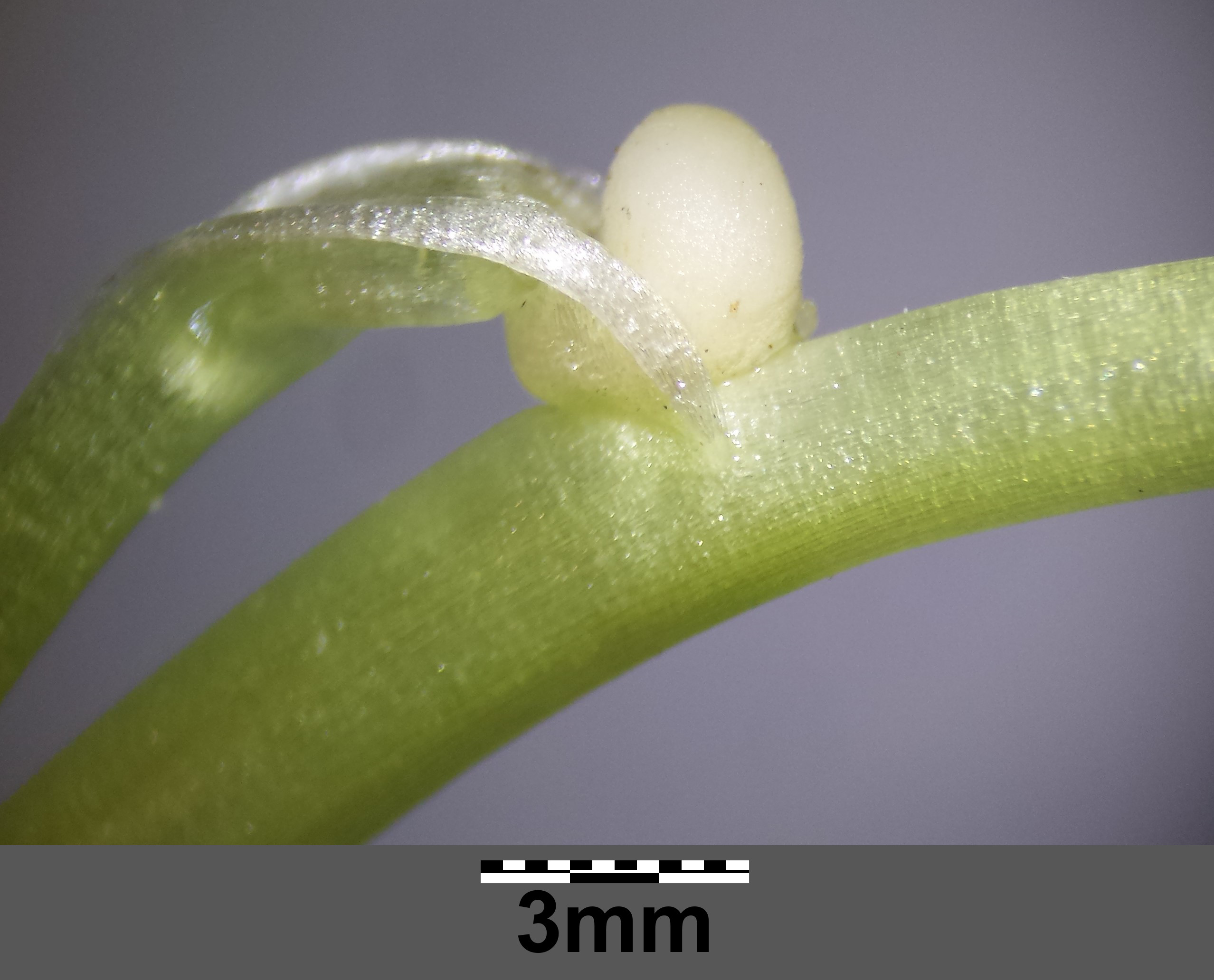
Diese Sippe pflanzt sich nur vegetativ durch in den Laubblattachseln gebildete Brutknöllchen fort …
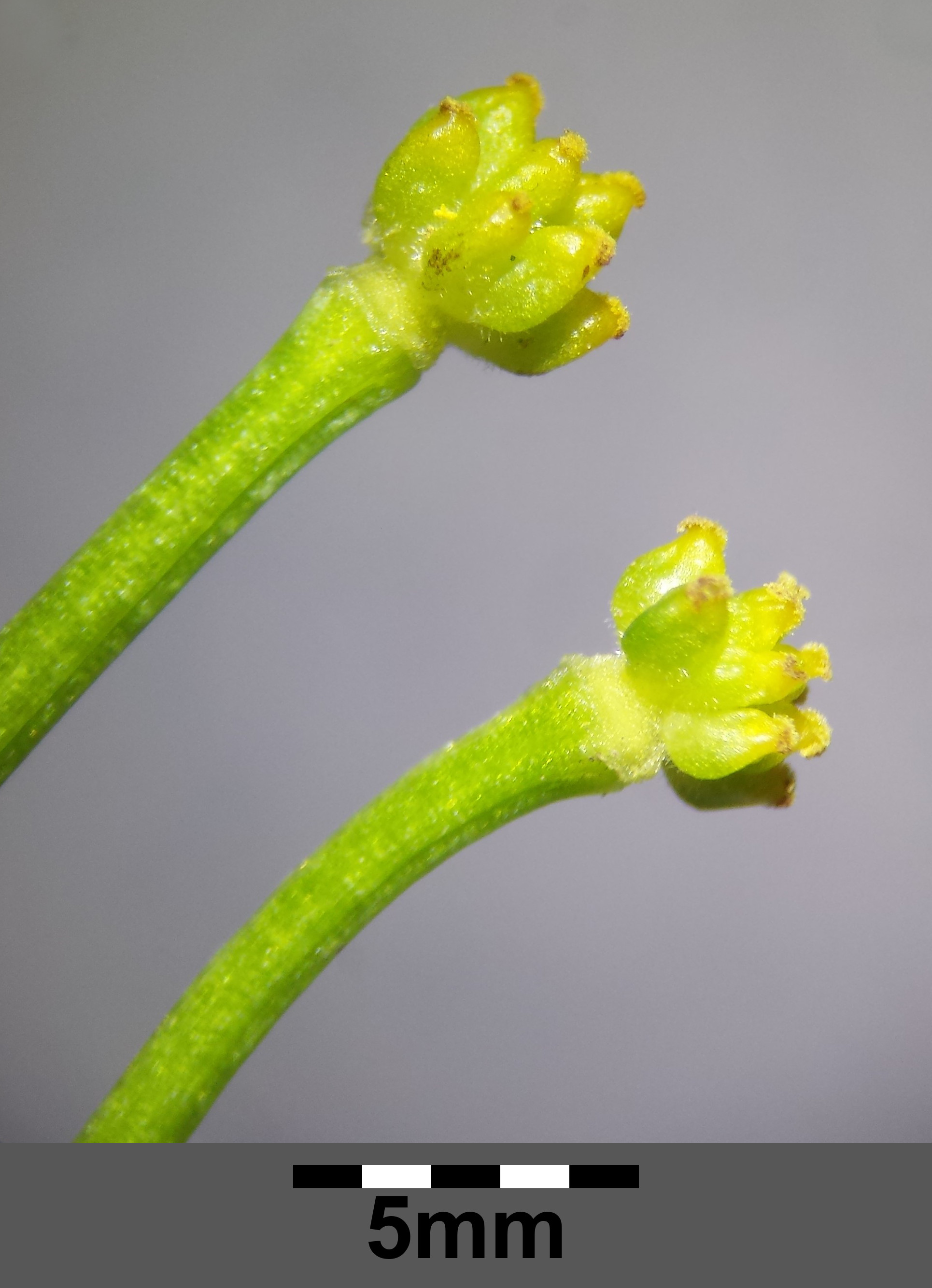
… und entwickelt nur verkümmerte Früchte.

### Ficaria vernasubsp.calthifolia

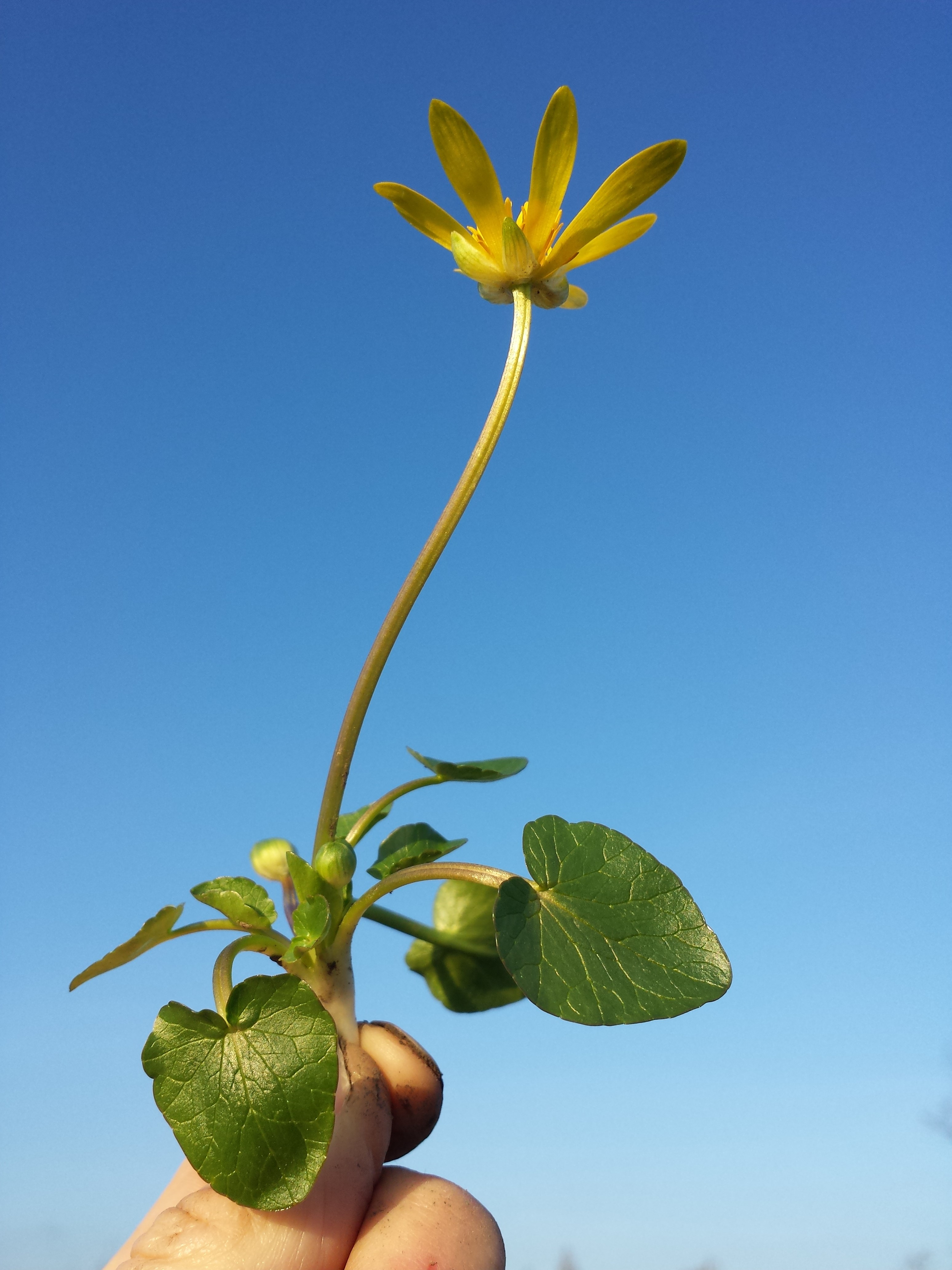
Die Blütenstiele von Ficaria verna subsp. calthifolia weisen kein oder höchstens ein Laubblatt auf und es ist eine deutliche Grundrosette vorhanden.
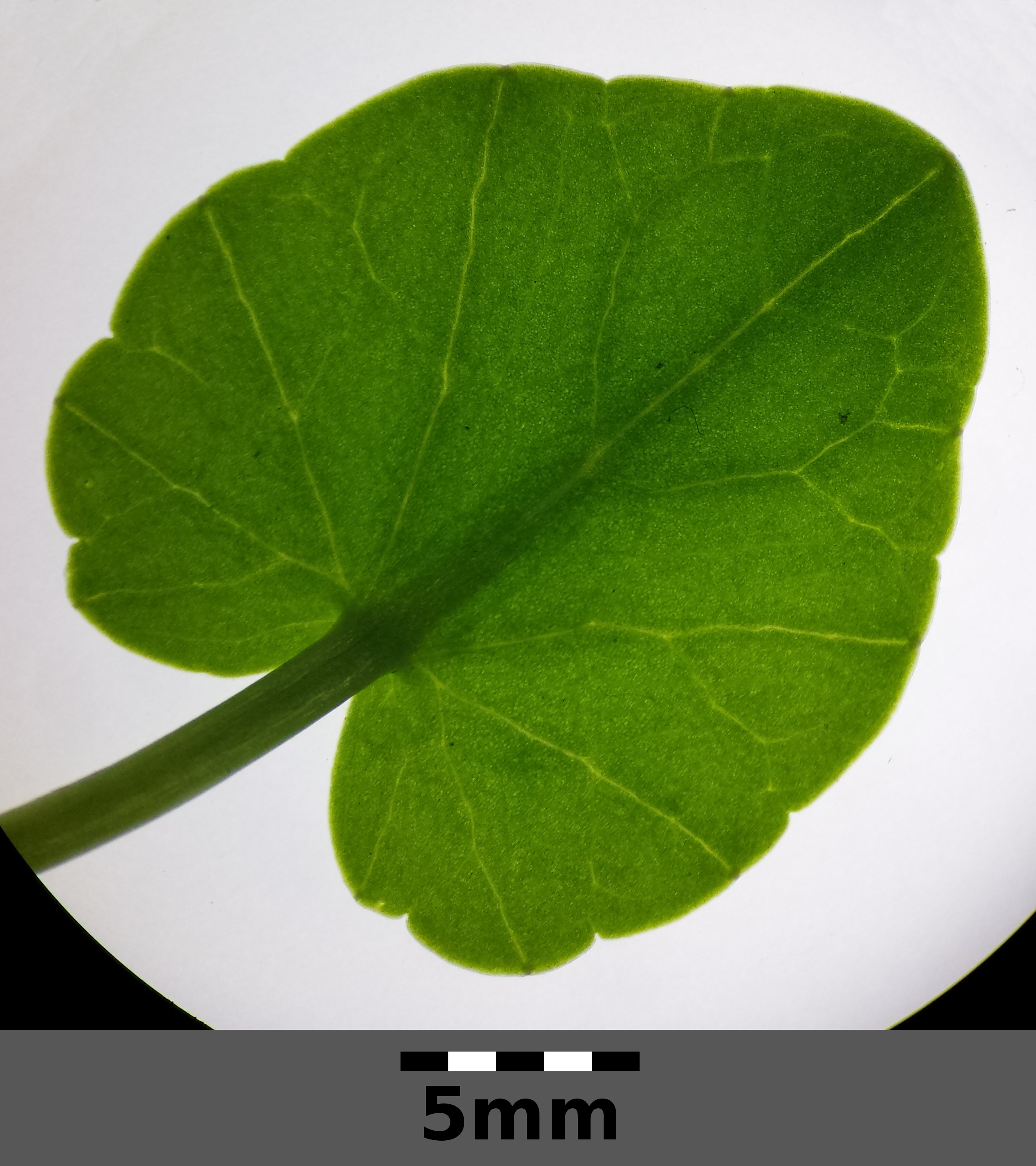
Die Laubblätter haben eine eiförmige Spreite.
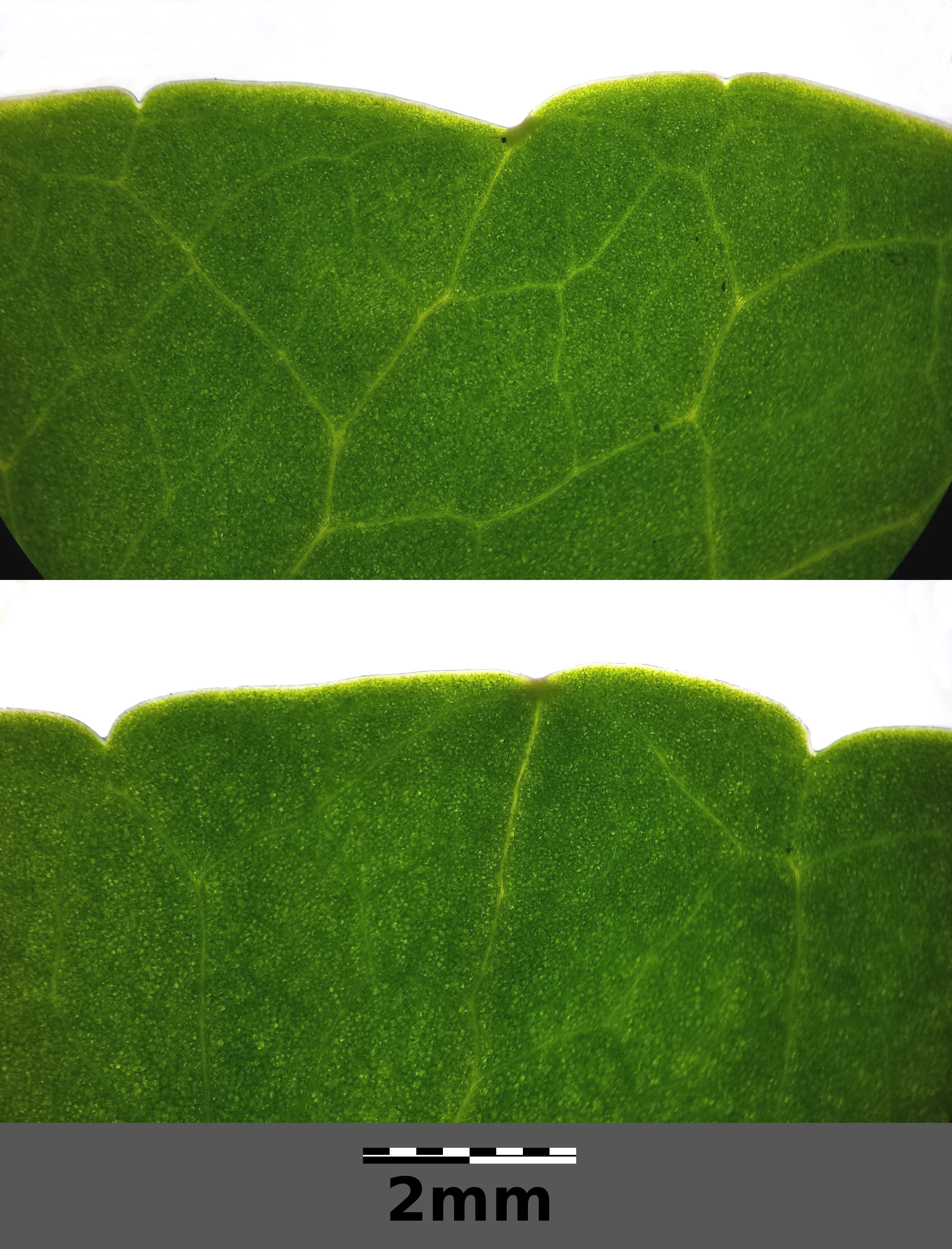
Blattrand von Ficaria verna subsp. calthifolia; die Hydathoden befinden sich meist in schwachen Kerben, dazwischen befinden sich keine oder rechtwinklige Kerben.
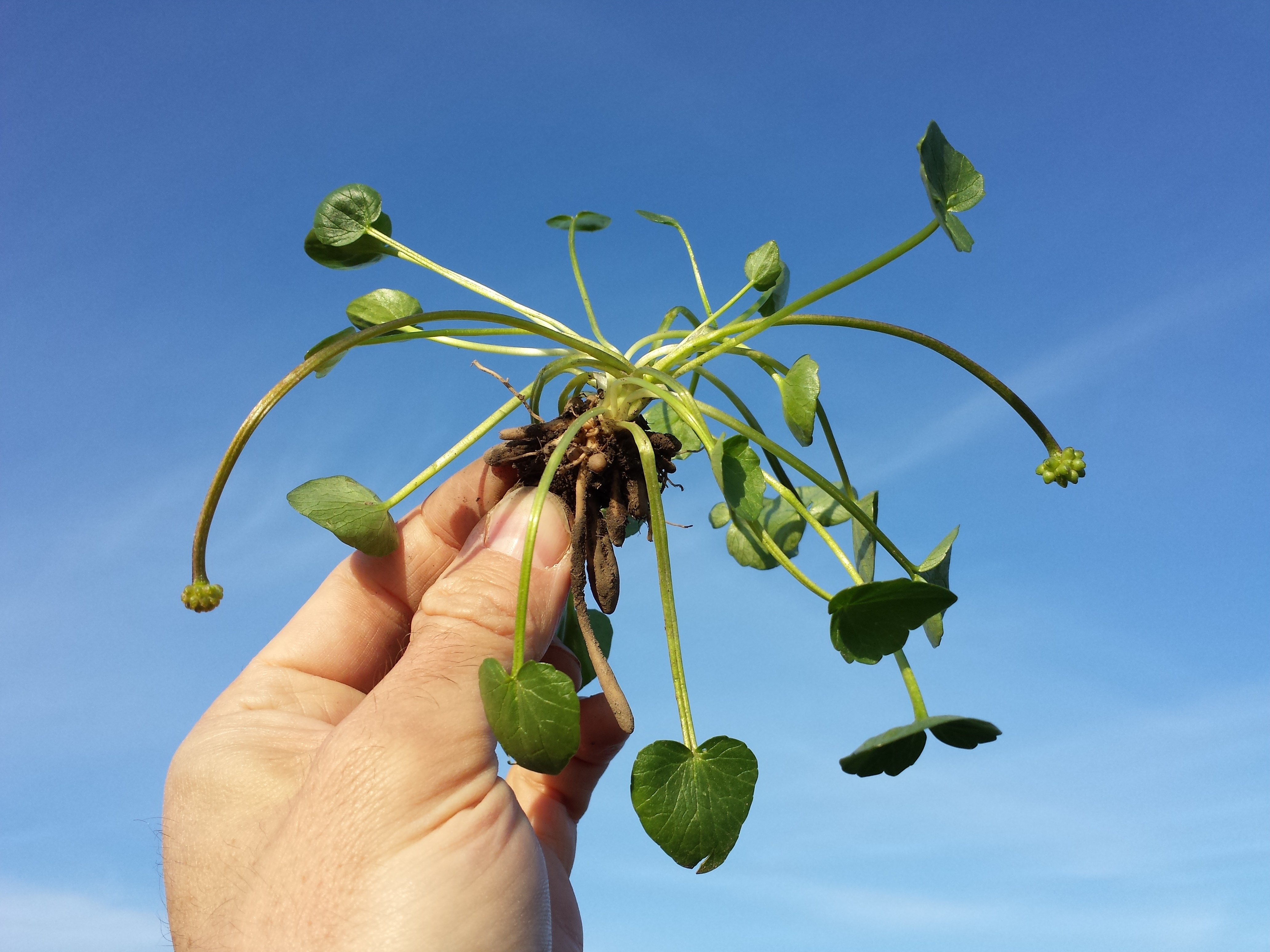
Diese Sippe pflanzt sich sexuell fort, die Fruchtstiele biegen sich nach der Blüte bogig zum Boden.
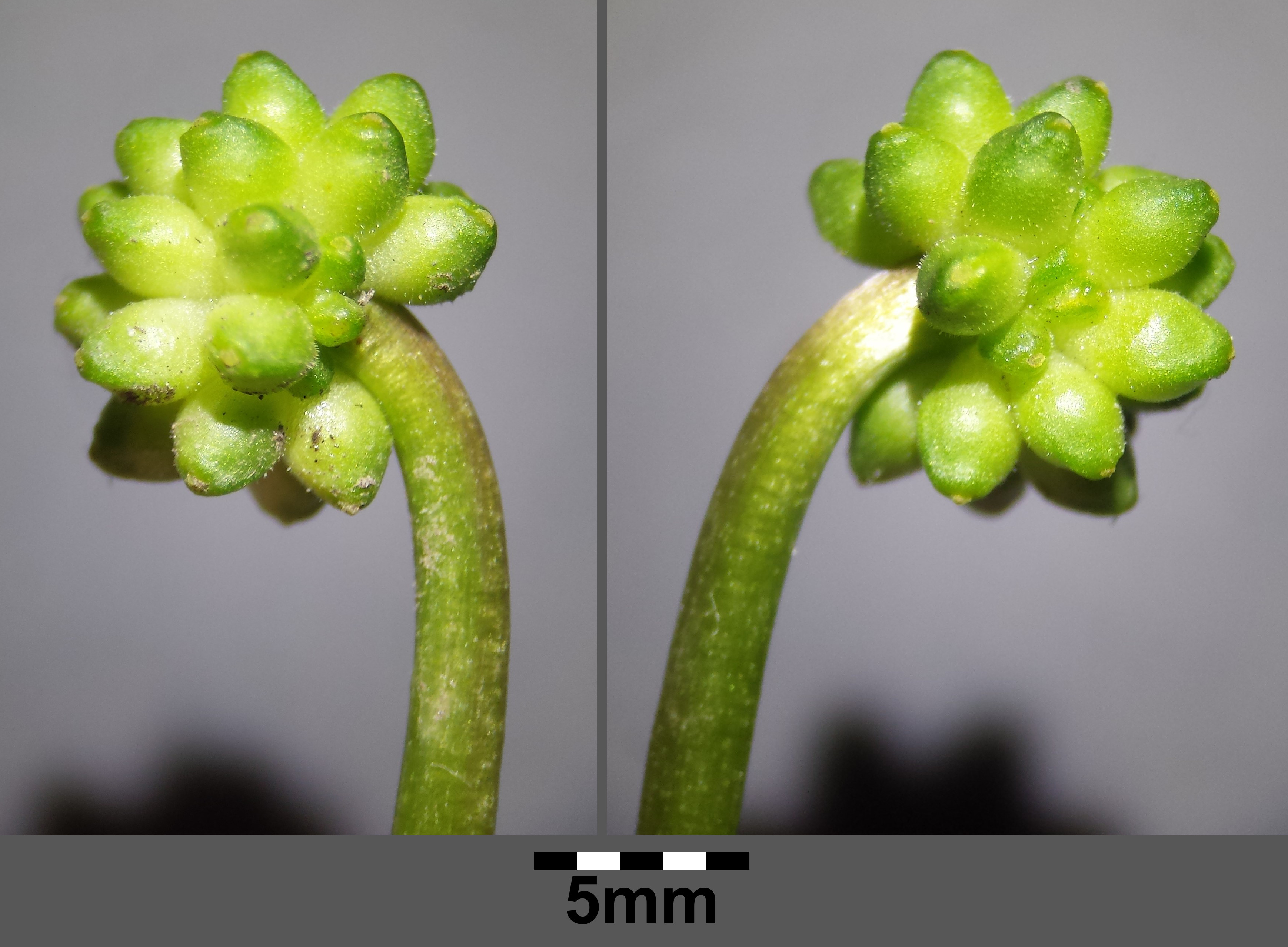
Die Frucht bringt gut entwickelte, etwas behaarte Nüsschen hervor.